# Cyrestis bougainvillei
Cyrestis bougainvillei är en fjärilsart som beskrevs av Ribbe 1898. Cyrestis bougainvillei ingår i släktet Cyrestis och familjen praktfjärilar. Inga underarter finns listade i Catalogue of Life.